# 罗夫·肖克
罗夫·肖克（瑞典語：Rolf Schock；1933年5月4日—1989年12月5日）是一名出生于法国卡普达伊的瑞典裔美国哲学家、艺术家。

## 生平
肖克出生在法属里维埃拉的卡普达伊。他的父母来自德国，他们和肖克一起前往美国定居。肖克在新墨西哥大学获得了地质学学士学位。于1955年获得文学学士学位后，他于1956至1960年间先后在在加州大学伯克利分校和加州大学洛杉矶分校攻读哲学和逻辑，并之后前往瑞典斯德哥尔摩，在斯德哥尔摩大学专攻理论哲学，尤其自由逻辑。他在1964年获得了中级研究生学位以及哲学博士学位。
1964年至1969年期间，他还在斯德哥尔摩艺术、工艺和设计学院学习，除了进行学术研究外，他还投入大量时间从事绘画和摄影。作为一名致力于研究逻辑和哲学相关领域的独立学者，他过着简朴的生活，从未担任过固定教职，靠在大学和夜校的临时职位谋生。有一段时间他在斯德哥尔摩皇家理工学院工作，教授一系列课程。
1986年，肖克在柏林的一次事故中丧生。出乎意料的是，他留下了一大笔财产。肖克将一半的资金用于艺术和科学奖项。按他的遗嘱，肖克奖（瑞典語：Schockprisen）由1993年开始设立，每两或三年颁发一次。
肖克在晚年批评了阿尔伯特·爱因斯坦的相对论。

## 作品
- 《没有存在性假定的逻辑》（1968）
- 《概念理论的新基础》（1969）
- 《相对论的矛盾》（1981）
- 《论时间的本质》（1983）

## 引用文献
1. 1 2 3 4 5 6  "Rolf Schock" （页面存档备份，存于）. Royal Swedish Academy of Sciences.